# Evangelische Schule Lichtenberg
Die Evangelische Schule Lichtenberg ist eine Bildungseinrichtung, die 2001 gegründet wurde, jedoch an die Geschichte der ersten Knabenschule der Gemeinde Friedrichsfelde vom Ende des 19. Jahrhunderts anknüpft. Seit ihrer Eröffnung im Jahr 1893 diente die Schule fast ununterbrochen als Bildungseinrichtung für Kinder. Die Turnhalle des Schulgebäudes steht unter Denkmalschutz, das Schulhaus selbst ist wegen mehrfacher starker baulicher Veränderungen vor allem im Inneren nicht denkmalgeschützt.

## Lage
Das Bauwerk mit einem L-förmigen Grundriss befindet sich nahe dem U-Bahnhof Friedrichsfelde und der Kreuzung der Rummelsburger Straße mit der Zachertstraße. Die Bauachse entlang der Straße ist von Südwest nach Nordost ausgerichtet, ein Flügel, leicht versetzt, steht rechtwinklig dazu. Die einzeln stehende Turnhalle wendet sich von der Straße ab und wird seit den 1970er Jahren durch die davor errichtete Poliklinik (heute Ärztehaus am Tierpark) teilweise verdeckt.

## Geschichte der Schuleinrichtung
Am Beginn des Ausbaus des Dorfes Friedrichsfelde durch Errichtung von Fabriken mit dem erfolgten Zuzug von Arbeitskräften mit ihren Familien mussten neben Wohnraum auch entsprechende kommunale Einrichtungen, vor allem Schulen, gebaut werden. So kam es um die Wende zum 20. Jahrhundert zum Bau von zwei Schulgebäuden: zum einen die Gemeinde-Knabenschule an der Rummelsburger Straße 1 (zur Bauzeit Nr. 64), die 1893 fertiggestellt worden war und hier beschrieben wird, zum anderen die Gemeinde-Mädchenschule an der Ecke Alfred-Kowalke-Straße (frühere Wilhelmstraße) – Straße am Tierpark (frühere Treskowstraße). − Die Architekten sind nicht überliefert.
Zwischen 1920 und den 1930er Jahren war die frühere Knabenschule nun die 1. Volksschule (Lichtenberg), Anfang der 1940er Jahre wurde sie die 27. Gemeindeschule (des Stadtbezirks Lichtenberg).

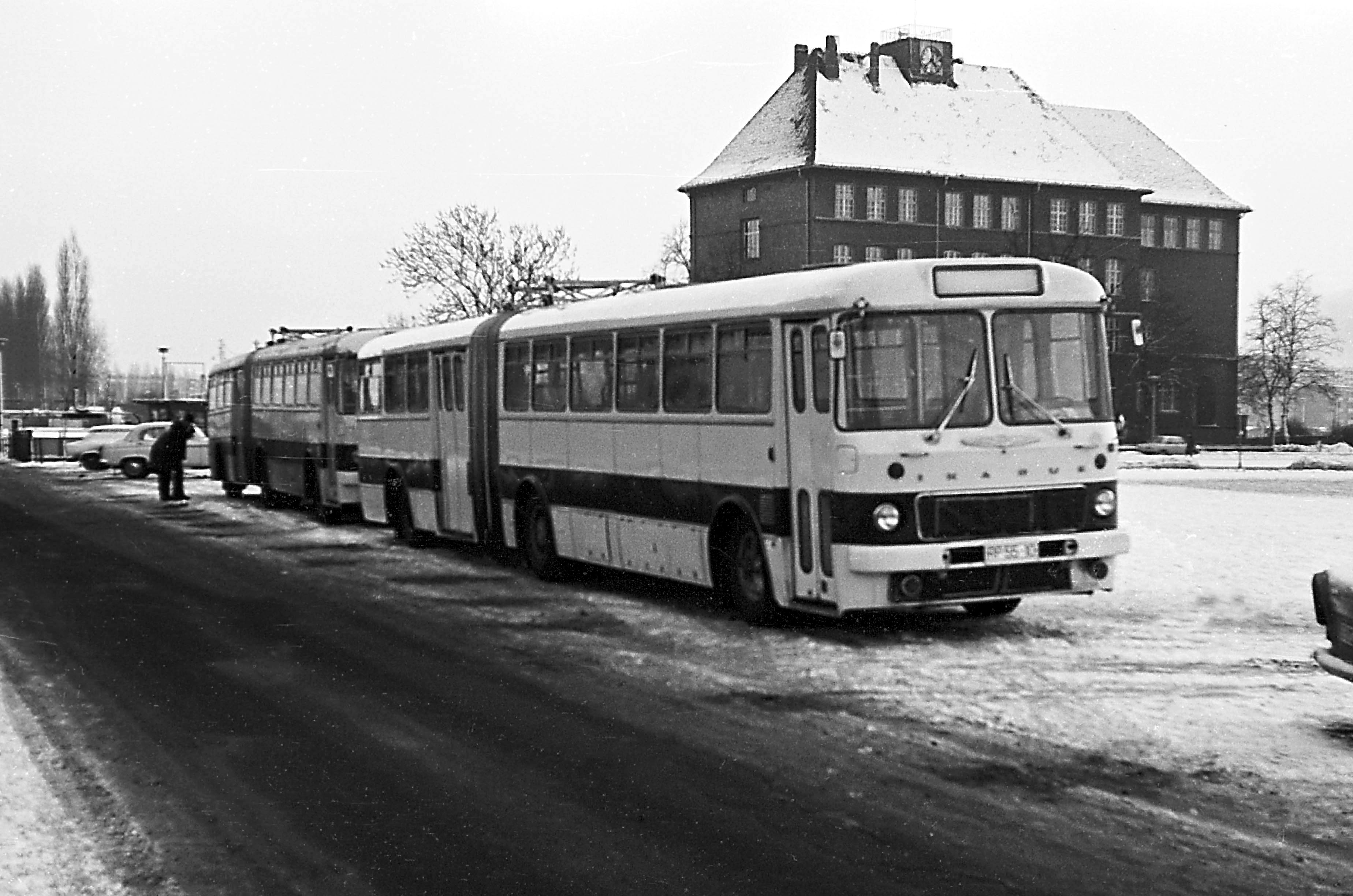
Grundschule in der Rummelsburger Straße, 1970; hinter einem Ikarus-Bus

Nach dem Zweiten Weltkrieg ging die Schulimmobilie auf den neu gegründeten Magistrat von Groß-Berlin über; sie wurde nun ab den 1950er Jahren zur 24. Grundschule Lichtenberg. Im Jahr 1975 wird die Einrichtung im Adressbuch als 24. Oberschule in Friedrichsfelde geführt, nun unter der Hausnummer 3.
Ab 1986 trug die Schule den Namen Hermann Duncker nach dem kommunistischen Politiker und war eine 10-klassige POS. Den Namen des Politikers hat die Schulleitung nach dem Mauerfall streichen lassen.
Die zeitgleich mit dem Schulbau errichtete Turnhalle dieser Schule ist seit den späten 1990er Jahren denkmalgeschützt. Als Einrichtung für den Schulsport wurde sie bis zur Schließung der kommunalen Schule im Jahr 2001 ebenfalls genutzt. Dann standen sowohl das Schulhaus als auch die Sporthalle leer, bis die Evangelische Schulstiftung sie zunächst zur Miete übernehmen und später kaufen konnte. Es erfolgte eine umfangreiche Sanierung, einschließlich der Herstellung barrierefreier Zugänge, der Anlage eines Pausenhofs und der Installation einer gesicherten Fahrradabstellmöglichkeit.
Die Schule kooperiert mit den folgenden zwei Berliner Bildungseinrichtungen: Evangelische Schule Berlin Zentrum (Wallstraße; Schul-Nr. 01P23) und Hermann-Gmeiner-Schule (Harnackstraße 17; Schul-Nr. 11G07).

## Ausbildung
Die Schularbeit im Jahr 2024 umfasst ein System aus interdisziplinären Klassenteams mit dem Klassen- und Teamlehrer und ggf. mit Erziehern. Lernschwerpunkte der einzelnen Klassenstufen sind:
Deutsch, Englisch, Sachunterricht, Kunst, Musik, Sport, Fremdsprachen, Naturwissenschaften, Gesellschaftswissenschaften, Schwerpunktbildung; Computerunterricht (Klassen 4 und 5, je eine Wochenstunde). Dazu kommen Religionsunterricht mit zwei Unterrichtsstunden pro Woche und in der sechsten Klasse Diakonisches Lernen mit einem Praxisprojekt.
Neben diesen üblichen Fächern gibt es wöchentliche ausgewählte Themenkurse, einen Schulchor, ein Schulorchester, einen als „Drumbo-Cup“ bezeichneten Fußballwettkampf im Bezirk und die Konfliktlotsen-Ausbildung. Dazu kommen monatliche Schulandachten, Ausflüge und Projekte in den Klassen wie Theater- und Museumsbesuche, Klassenfahrten, Projekttage, Zukunftswerkstätten, Kooperationen mit einigen Sportvereinen und mit der Schostakowitsch-Musikschule sowie einmal jährlich eine Projektwoche für alle Klassen, ein Sommerfest mit Eltern, einen Tag der offenen Tür sowie Weihnachtssingen mit allen Schülern in der Aula und schließlich ein Weihnachtsfest mit Eltern.
Die Arbeit der Schule wird von einem im Jahr 2000 gegründeten Schulverein finanziell und personell unterstützt, insbesondere die jährliche Projektwoche, das Sommerfest, die Schuleinführung der neuen 1. Klassen und das Sportfest.

## Leiter, Lehrer und Schüler dieser Schule (Auswahl)
- 1896–1900: W. Steltner, Hauptlehrer[13][14]
- 1920: F. Maat, Rektor[5]
- 1943: Dr. Hermann Rahne, Rektor[6]
- 2001–2003: Marierose Zacher, Direktorin[3]
- 2003 bis 2005: Holger Grenz, Direktor[3]
- seit 2005: Beate Sommerfeldt, Direktorin[3]

## Beschreibung des Schulhauptgebäudes, Architektur
Der L-förmige Grundriss hat die Maße 46 m lang bei einer Breite von 20 m und 31 m lang, 18 m breit. Die Höhe des Hauses beträgt (bis Mitte Dachfirst) um 20 m.

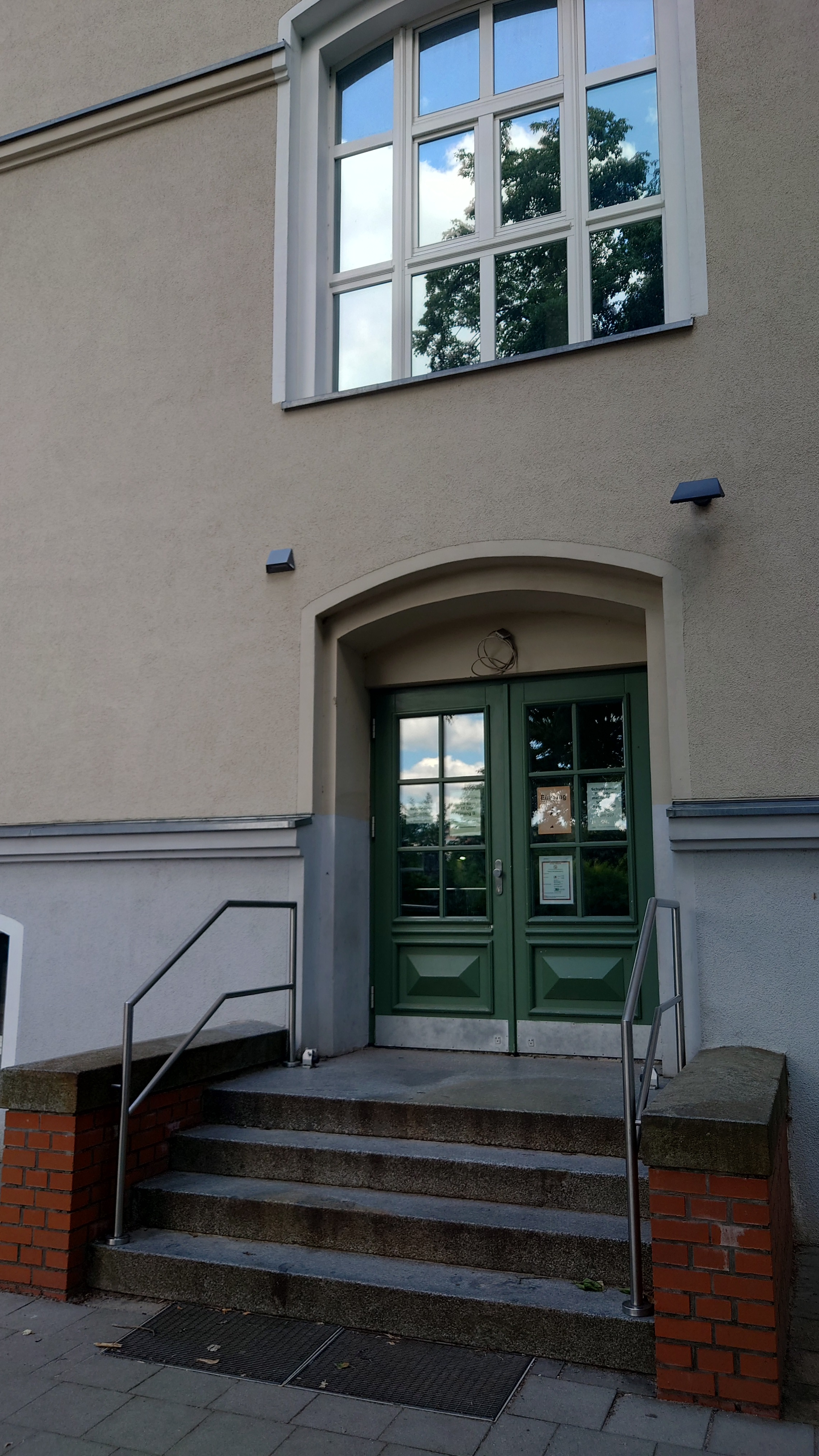
Eingang, nordöstliche Giebelseite

An der Ecke der beiden Gebäudeflügel wurde nach Übernahme der Schule durch die evangelische Kirche auf einer glatten Putzfläche das Schulmotto aufgetragen: „Wir leben Schule“ (siehe auch Bilder in der Galerie).
Auf dem Dach befindet sich ein Uhrentürmchen, dessen Uhr bei den Sanierungsarbeiten wieder in Gang gesetzt werden konnte.
Der Seiteneingang auf der Nordostseite des Gebäudes ist über eine kurze steinerne Treppe erreichbar. Das Portal wird von einem Segmentbogen überwölbt, die passend geformte hölzerne Tür weist gefärbte Glaseinsätze auf, die wohl im ursprünglichen Zustand erhalten sind. Dahinter gibt es eine zweite gleiche Tür mit einfachem Fensterglas, beide zusammen bilden einen Windfang. Eine Treppe mit schmiedeeisernem Geländer führt in das erste Stockwerk, wo sich Klassenräume befinden. Ein barrierefreier Eingang befindet sich auf der Hofseite im östlichen Flügel. Er wird von einem Halbrundbogen gestützt. Die Eingangstür aus der Bauzeit ist erhalten und originalgetreu renoviert, sie besteht aus einer dreiteiligen Holztür mit einem neunteiligen Sprossenfenster, darüber ist eine Halbrosette aus Glas eingearbeitet.
Die historischen Decken im Haus sind nicht mehr erhalten, sie wurden vom Stuck befreit, geglättet und geweißt. Tragende Elemente aller Gänge im Hochparterre sind Kreuzgewölbe. Jeder Klassenraum erhält durch vier gleichartige mehrteilige Sprossenfenster Tageslicht. Die gusseisernen Heizkörper unter den Fenstern werden von einer Zentralheizung aus dem Kellerbereich gespeist. Noch in den 1960er Jahren wurde mit Kohle geheizt. Einige Gestaltungselemente mit flachen Rundbögen sind an den Glastüren, die die Gänge abschließen können, erhalten. Großzügige Flächen entstanden im Winkel des „L“, zu dem die Gänge und Treppen hinführen. Wegen der freien Zugänglichkeit der Bildungseinrichtung wurde in diesem Bereich ein Fahrstuhl über alle Etagen eingebaut.
Das Treppenhaus im Eckgebäude wird mittels eines dreiteiligen Sprossenfensters je Etage mit Tageslicht versorgt, die Gestaltung der Glaseinsätze und der Oberlichter wurde den ursprünglichen Scheiben nachgestaltet.
In der vierten Etage erstreckt sich die mit Parkett-Fußboden ausgelegte Aula.

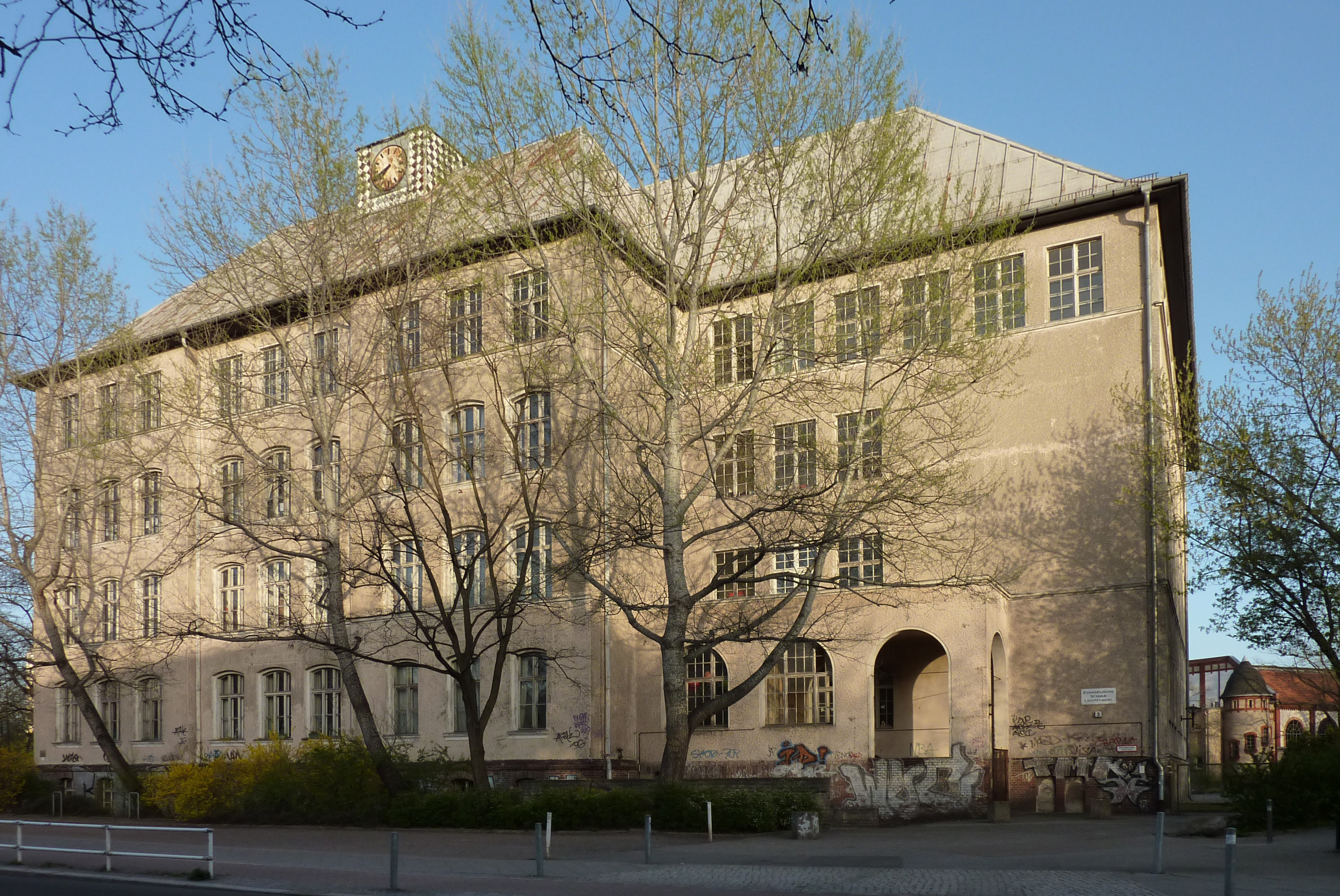
Schulhaus im Jahr 2011, unsaniert
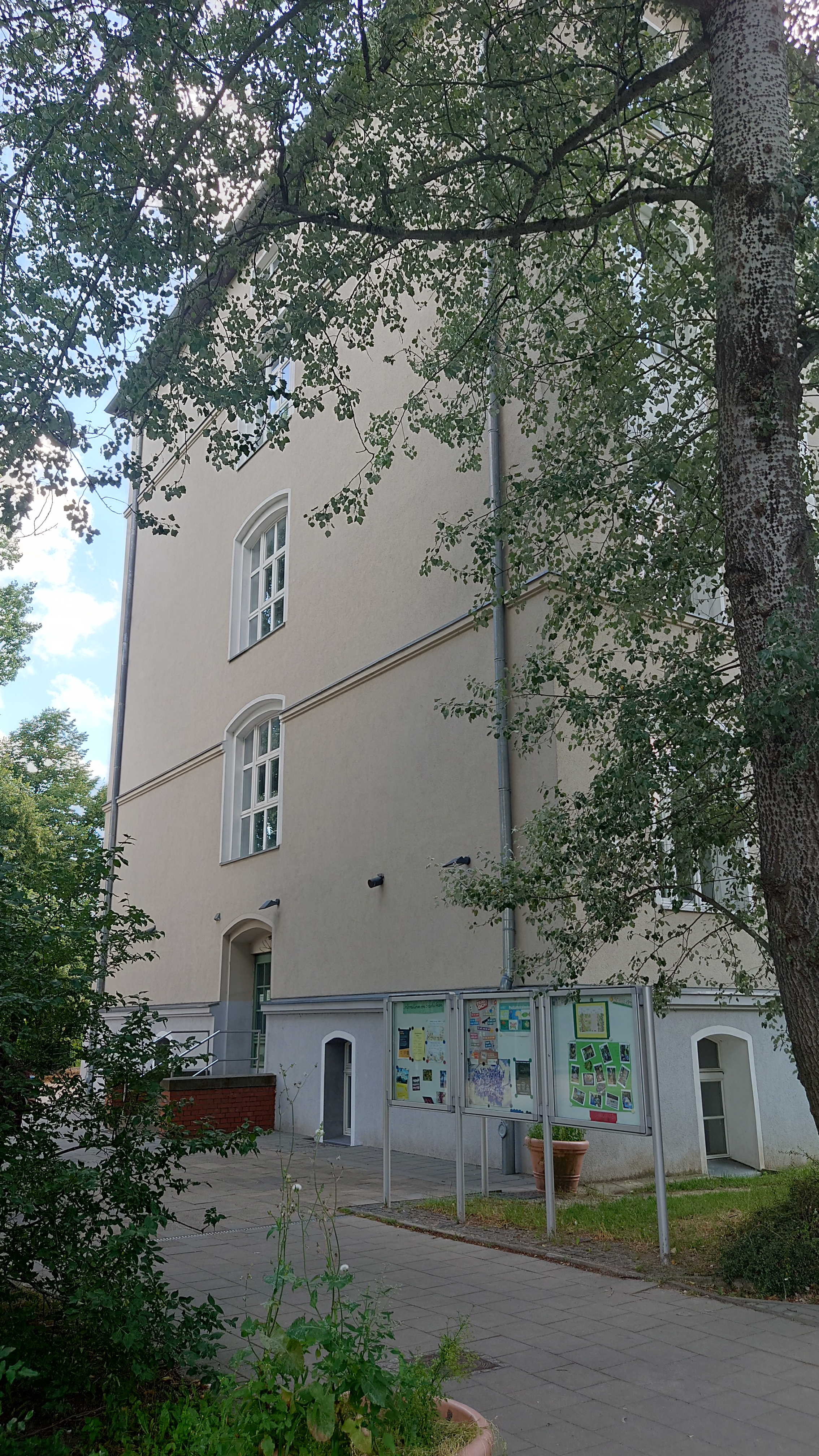
Südwestgiebel
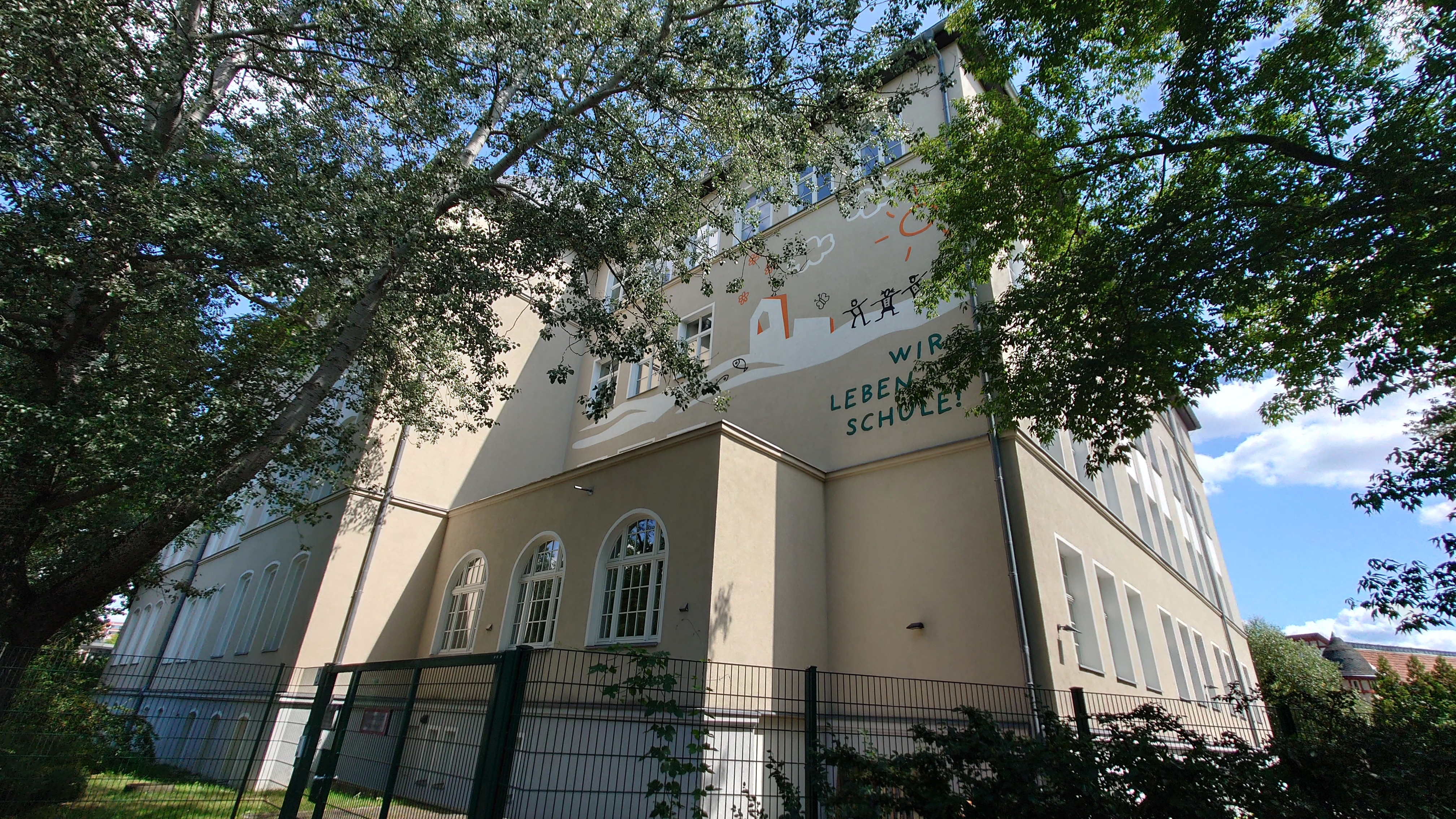
Eckbauten mit dem Schulmotto
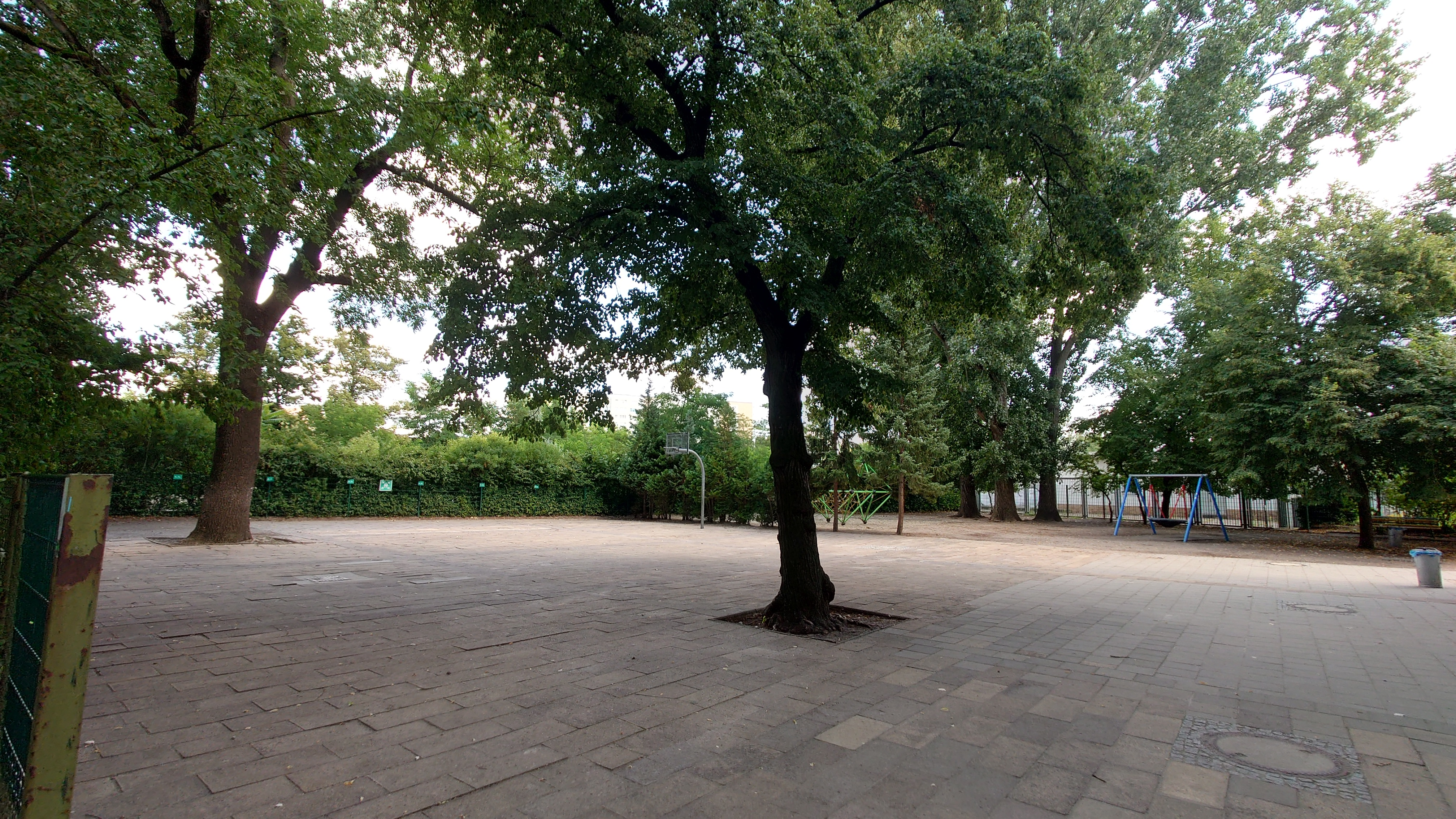
Schulhof, nördlicher Bereich

Pausenhof
Auf dem Schulhof sind zahlreiche alte Bäume erhalten, er bietet darüber hinaus Spielmöglichkeiten wie einen aus Beton geformten und mit Mosaiksteinchen belegten liegenden Dinosaurier, einen Sandkasten, ein „Wasserhaus“, ein Basketballfeld, eine Mehrpersonensitzschaukel und vieles mehr.

## Turnhalle
Die Grundmaße der Sporthalle betragen: 28 m lang, 13 m breit; der Turm hat einen Durchmesser von ungefähr 4 m.
Die Turnhalle ist ein Solobau, der in einigem Abstand zum Schulkomplex errichtet wurde. Sie präsentiert sich eher wie ein kleines Schlösschen mit angebautem runden Treppenturm und einer zweistöckigen Ausführung; Fenster jedoch nur nach Osten. Im Obergeschoss befand sich anfangs (wohl) die Dienstwohnung für den Schulleiter. Nach 1945 wurden hier die Umkleide- und Sanitärräume eingerichtet. An der straßenseitigen Fassade oberhalb des Eingangs ist ein Emblem aus Backsteinen eingearbeitet, eine Kreuzform innerhalb eines schildartigen Rahmens. Dies könnte das frühere Schulwappen darstellen (siehe Foto).
Die seit den 1990er Jahren nur noch eingeschränkt nutzbare Turnhalle musste in den späten 2020er Jahren dringend saniert und in Teilen in ihren ursprünglichen Zustand (Eloxal-Tür ausgetauscht) zurückgebaut werden. Die Kostenschätzungen lagen zwischen 615.000 Euro (nur das Nötigste) und fünf Millionen Euro für die komplette denkmalgerechte Herrichtung des Gebäudes und der Freiflächen. Nachdem das Bezirksamt und der Schulträger die Bereitstellung der Finanzen geklärt hatten, wurden in den Jahren 2022 und 2023 das Sportgebäude samt Nebenräumen erneuert und modernisiert. Die Wiedereröffnung ihrer Turnhalle feierte die Schule im Juni 2023 bei einem Schulfest.

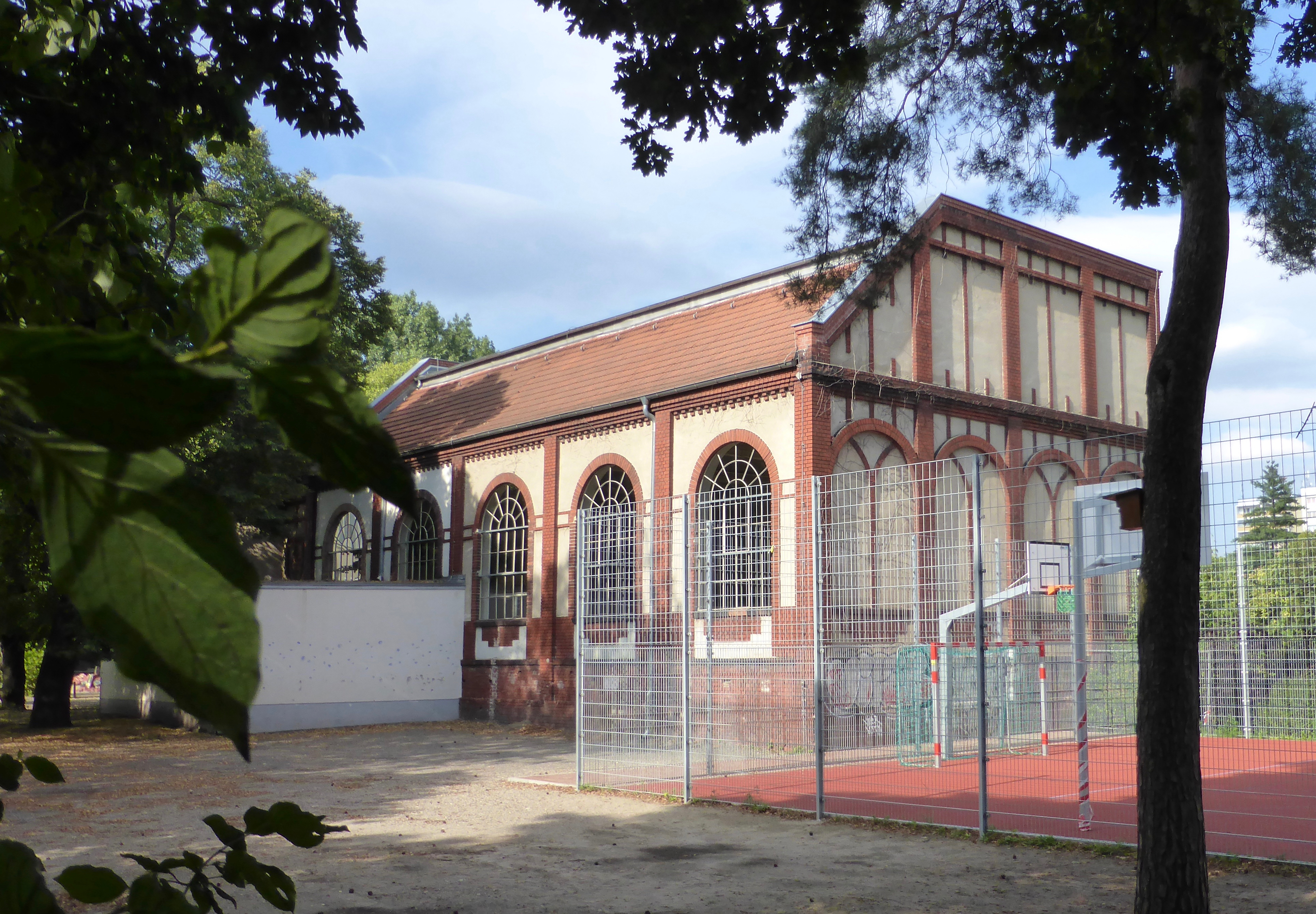
Teilansicht der Turnhalle von Südosten
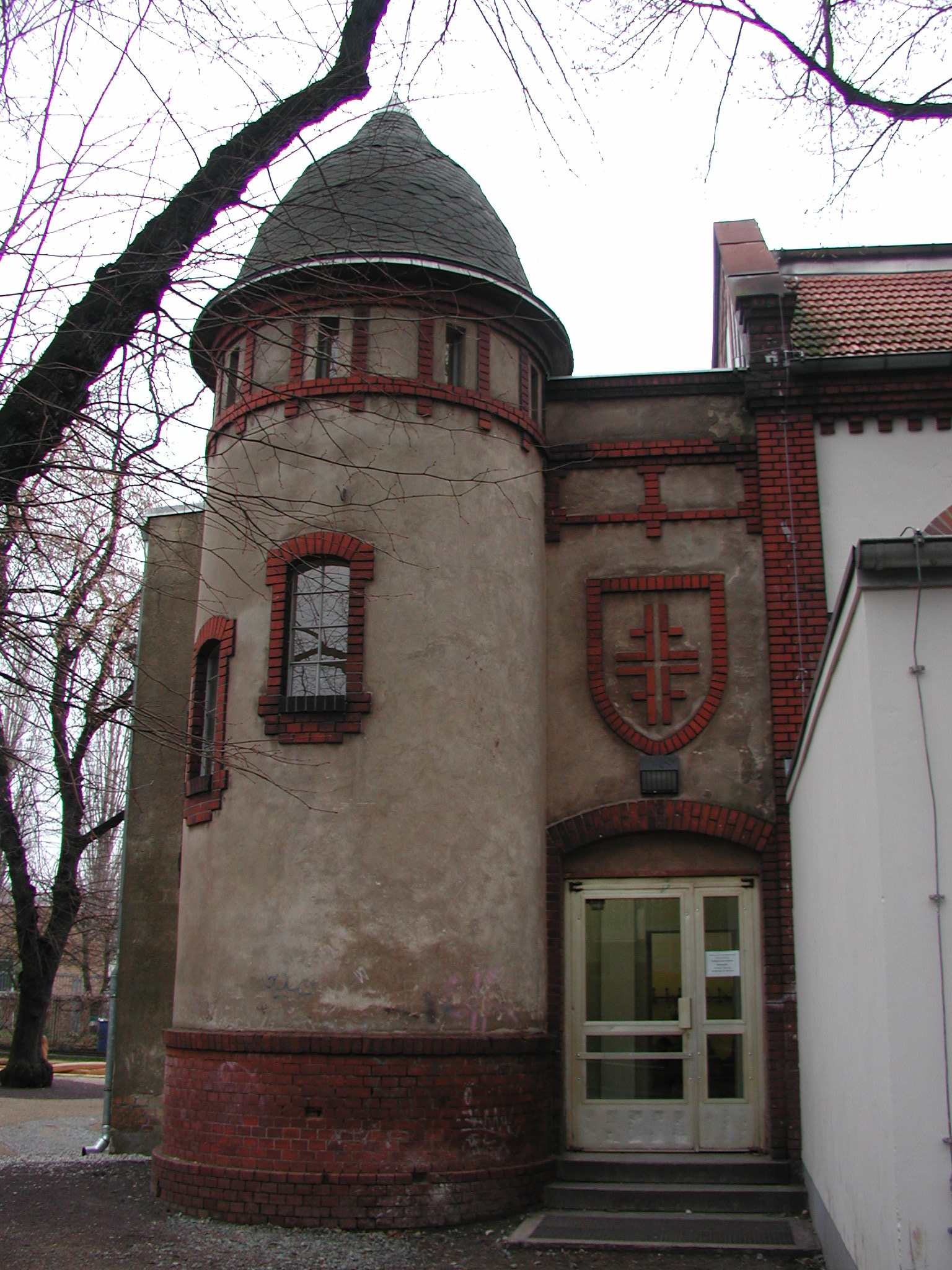
Treppenturm mit einer Art Wappen
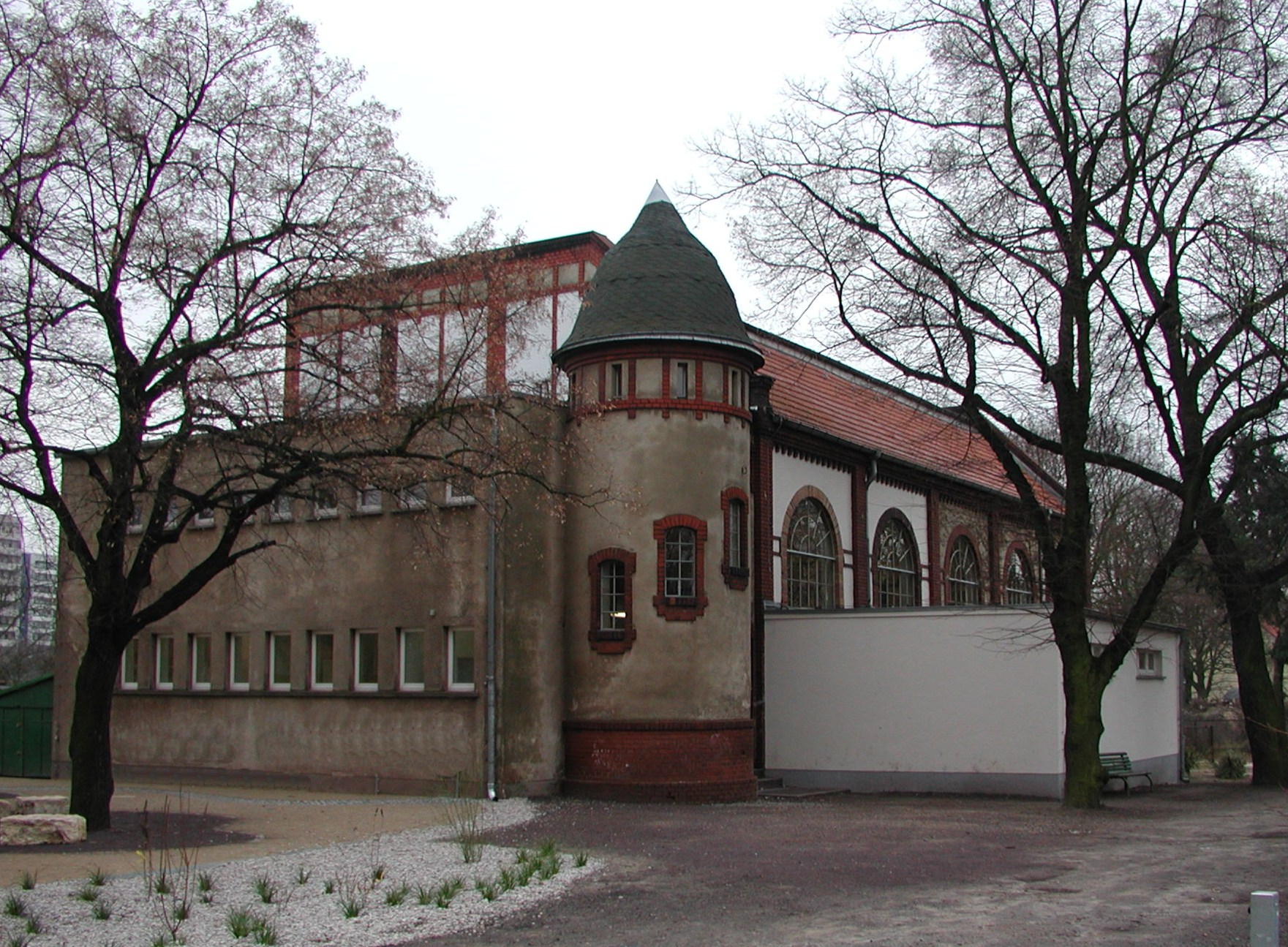
Gesamtansicht mit einem vor der Hauptfassade platzierten Hilfshäuschen